# Tentorio
El tentorio es el conjunto de estructuras endoesqueléticas de la cabeza de los insectos y otros artrópodos.  
Está constituido por formaciones tendinosas o bien por apodemas (en los Pterygota).  Estas invaginaciones se observan como ramas del exoesqueleto que se proyectan hacia el interior de la cápsula cefálica de estos animales. 
Dichas ramas sirven como sitio de anclaje muscular (por ejemplo de los músculos cervicales) y ayudan al sostén de las estructuras del sistema nervioso. 
Externamente, puede observarse los sitios donde ocurren esas inervaciones que dan origen a las ramas del tentorio.
La estructura formada por estas invaginaciones se llama el tentorio. Sus dos brazos anteriores surgen de las fosas tentorial anteriores,
que en Apterygota y Ephemeroptera son ventral y medial a las mandíbulas. En Odonata, Plecoptera y Dermaptera los pozos son laterales de las mandíbulas, mientras que en insectos más evolucionados son la cara en cada extremo del episurco periestomal. Los brazos posteriores surgen de pozos en el extremo de la sutura ventral postoccipital y se unen para formar un puente que atraviesa la cabeza de un lado a la otro. En Pterygota los brazos anteriores también se unen con el puente, pero el desarrollo del tentorio conjunto es muy variable. A veces, un par de brazos surgen de dorsales, los brazos anterior y pueden fijarse a la dorsal pared de la cabeza por los músculos cortos. En Machilidae (Archaeognatha) el puente posterior, está presente, pero los brazos anteriores no llegan a él, mientras que en Lepismatidae (tisanuros) las armas anteriores se unen para formar un centro de placa cerca del puente y están unidos a ella por muy corta musculatura (Chapman, 1998).